# رژو نیرش
رژو نیرش (انگلیسی: Rezső Nyers; ۲۱ مارس ۱۹۲۳ – ۲۲ ژوئن ۲۰۱۸) سیاست‌مدار اهل مجارستان بود. وی از ۲۶ ژوئن ۱۹۸۹ تا ۷ اکتبر ۱۹۸۹ رئیس حزب کارگران سوسیالیست مجارستان بود.
رژو نیرش در ۲۲ ژوئن ۲۰۱۸، بعد از یک دوره کوتاه بیماری در سن ۹۵ سالگی درگذشت.